# Thomas Nashe

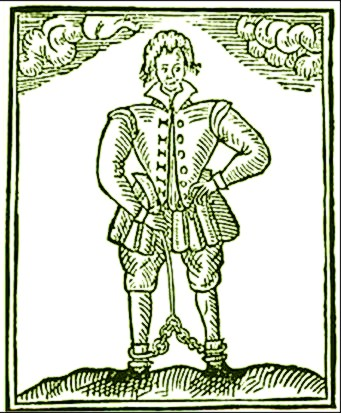
Thomas Nashe

Thomas Nashe (ochrzczony w październiku 1567, zm. ok. 1601) – angielski satyryk, komediopisarz i prozaik.
W latach 1582–86 studiował w St John’s College na Uniwersytecie Cambridge .
Był przyjacielem i współpracownikiem Christophera Marlowe'a. Tworzył pamflety obyczajowo-społeczne, komedie, m.in. Summer's Last Will and Testement (1600), oraz utrzymanej w tonie prozy François Rabelais'go pierwszej angielskiej powieści łotrzykowskiej The Unfortunate Traveller (1594).